# Natalia Kot
Natalia Kot-Wala, née le 29 juin 1938 à Siemianowice Śląskie, est une gymnaste artistique polonaise. Elle était compétitrice aux Jeux olympiques d'été de 1956 et de 1960.

## Biographie
Elle est la femme de Piotr Wala, un sauteur à ski.

## Palmarès

### Jeux olympiques
- Melbourne 1956
  -  médaille de bronze aux exercices d'ensemble avec agrès portatifs par équipes

### Championnats d'Europe
- Cracovie 1959
  -  médaille d'or par équipes
  -  médaille d'or au saut de cheval
  -  médaille de bronze à la poutre
- Leipzig 1961
  -  médaille de bronze au saut de cheval